# Australopithecus deyiremeda
Australopithecus deyiremeda je izumrla vrsta australopiteka iz Woranso-Milleu, regija Afar, Etiopija. Živjeli su prije oko 3,5–3,3 milijuna godina, tijekom pliocena. Budući da su otkrivene samo tri djelomične čeljusne kosti, nejasno je predstavljaju li ti primjerci jedinstvenu vrstu ili pripadaju puno poznatijoj A. afarensis. A. deyiremeda razlikuje se po licu okrenutima prema naprijed i malim zubima u usporedbi s onima kod ranih hominina. Nejasno je može li se djelomični primjerak stopala koji pokazuje odvojen nožni palac (karakteristika nepoznata u bilo kojem australopiteku) pripisati u vrstu A. A. deyiremeda. A. deyiremeda živio je u mozaičnom okruženju s otvorenim travnjacima i šumama uz jezera ili rijeke. Antropolog Fred Spoor je iznio hipotezu da su možda bili uključeni u Kenijskoj industriji kamenih alata u Lomekwiju, koja se obično pripisuje Kenyanthropusu. Vrsta A. deyiremeda koegzistirala je s A. afarensis, a možda su imali diferencirane niše kako bi izbjegli međusobno nadmetanje za iste resurse, poput oslanjanja na različite zamjenske namirnice tijekom kriza. 

## Taksonomija
Australopithecus deyiremeda prvi su put kao novu vrstu predložili 2015. godine etiopski paleoantropolog Yohannes Haile-Selassie i njegovi kolege na temelju fosila čeljusnih kostiju s područja Burtele i Waytaleyta u Woranso-Milleu, regija Afar, Etiopija. Uzorak holotipa, lijevu gornje čeljusti mlade odrasle osobe, sa svim zubima, osim prvog sjekutića i trećeg kutnjaka BRT-VP-3/1, otkrio je 4. ožujka 2011. mještamin Mohammed Barao. Uzorci paratipa su cjelovita donja čeljust odrasle jedinke sa svim sjekutićima BRT-VP-3/14 i desna bezuba čeljusna kost odrasle jedinke WYT-VP-2/10, koje je otkrio etiopski lovac na fosile Ato Alemayehu Asfaw. Pronađen je desni fragment maksile s četvrtim pretkutnjakom BRT-VP-3/37 5, istočno od BRT-VP-3/14, i nejasno je jesu li pripadali istoj osobi. Sedimenti su radiometrijski datirani prije 3,5–3,3 milijuna godina, odnosno u srednji pliocen.:str. 483.–488
Znanstvenici koji su opisali vrstu su vjerovali da su ostaci bili dovoljno različiti dovoljno od suvremenika, dobro poznatog A. afarensis, da nalaz predstavlja različitu vrstu. A. deyiremedaje dio rastuće raznolikosti Kasnopliocenih Australopithecusa, uz A. afarensis, A. bahrelghazali i Kenyanthropus platyops. Naziv deyiremeda potječe od afarskog jezika što znači "bliski srodnik". S obzirom na to da je postojao tako rano, smatrali su da je A. deyiremeda bila usko povezana s budućim australopitima.:str. 483.–488. Međutim, iako su predložene karakteristike razlikovanja naizgled statistički značajne, s obzirom na to koliko malo primjeraka A. deyiremeda postoji, nejasno je opravdava li to uistinu uvođenje nove vrste ili ti uzorci jednostavno spadaju u normalni raspon varijacija za A. afarensis. Ako je ovo zaista zasebna vrsta, postoji mogućnost da su neki uzorci A. afarensis trenutno klasificirani u pogrešnu vrstu.
Haile-Selassie i kolege primijetili su da, iako dijeli mnoge sličnosti s Paranthropusom, možda nije bio usko povezan jer su mu nedostajali povećani kutnjaci koji su karakteristični za Paranthropus.:str. 483.–488.
|  |

## Anatomija
Iako je rana vrsta, čeljusti A. deyiremeda pokazuju neke sličnosti s onima kasnijeg Homoa i robusnog Paranthropusa. Čeljust je nešto stršila (prognatizam) pod kutom od 39°, slično većini drugih ranih hominina. Jagodica je postavljena više prema naprijed od većine primjeraka A. afarensis. Za razliku od A. afarensis, ali poput Paranthropusa, zidovi obraznih zuba su nagnuti umjesto da dolaze ravno prema gore. Gornji očnjaci su manji od ostalih australopiteka i morfološki su sličniji onima kod A. anamensis. Zubi obraza prilično su mali za ranog hominina, a 1. kutnjak je najmanji od svih pronađenih kutnjaka odraslih jedinki pliocenskih hominina. Unatoč tome, caklina je još uvijek bila gusta kao i drugi ranih hominina, a caklina na 2. kutnjaku prilično je visoka i sličnija je P. robustus. Čeljusna je kost, iako mala, robusna i sličnija je onoj u Paranthropusa.:str. 483.–488.
Godine 2012., u Woranso-Milleu je pronađeno 3,4 milijuna godina staro djelomično stopalo, BRT-VP-2/73. Jako se razlikuje od suvremenih i kasnijih hominina tako što ima spretan palac na nozi poput ranijeg Ardipithecus ramidusa, pa prema tome nije dodijeljen vrsti. Iako je u tom području otkriveno više dijagnostičkih elemenata lica, oni nisu jasno povezani sa stopalom.:str. 483.–488.

## Paleoekologija
A. deyiremeda  ima snažnu čeljusnu kost i gustu caklinu, u skladu s prehranom od tvrde šaši i slične hrane za koju se smatra da su predstavljali hranu australopita. Caklina na gornjem sjekutiću, očnjaku i prvom pretkutnjaku pokazuje hipoplaziju, vjerojatno uzrokovanu razdobljem pothranjenosti ili bolesti tijekom rasta cakline u dojenačkoj dobi dok su zubi još rasli. A. deyiremeda je vjerojatno bio svejed. Ako je A. deyiremeda doista različit od A. afarensis, tada su ove dvije vrste mogle diferencirati nišu, s obzirom na to da su živjele na istom području. S obzirom na razlike u zubima i žvakanju, možda su imali različite prehrambene i/ili stanišne sklonosti, osim ako te razlike nisu jednostavno rezultat genetskog pomaka. Slično kao čimpanze i gorile koje imaju manje-više istu prehranu i naseljavaju ista područja,  A. deyiremeda  i  A. afarensis  možda je dijelio tipičnu hranu kad je ima u izobilju i pribjegavao različitim rezervnim namirnicama u vrijeme nestašice hrane.
Industrija kamenih alata u Lomekwiju iz sjeverne Kenije slabo je povezana sa srednjoplioceskima Kenyanthropusom. Veza je određena na temelju fragmenta gornje čeljusti, odnosno na temelju isturene jagodice, pretkutnjaka s 3 korijena i malog prvog kutnjaka. Budući da su ove značajke prisutne i u A. deyiremeda, antropolog Fred Spoor sugerirao je da je vrsta A. deyiremeda zapravo također bila prisutna na tom mjestu. Lomekwi je najstarija kultura, datirana na 3,3 milijuna godina, a ljuskice od komada bazalta, fonolita i trahifonolita vjerojatno su koristiti kao čekić kojim su udarali po nakovnju.
U srednjem pliocenu, na lokaciji Woranso-Mille nalazile su se impale (hranjenje ispašom), alcelafini (hranjenje bršćenjem) i surlaši, kao i žirafe, tragelefina i šumski majmuni. Čini se da stopala vrsta šupljorožaca nisu specijalizirana za bilo koju vrstu tla (mokro, savitljivo ili tvrdo), a zubi papkastih vrsta ukazuju na podjednako hranjenje ispašom, bršćenjem i mješovitim načinom. To ukazuje na mješovito okruženje koje ima i otvorene travnjake i šume koje vjerojatno rastu na jezeru ili rijeci. Takav mozaični krajolik sličan je onom kod A. anamensis i A. afarensis za koje se čini da nemaju preferirano okruženje.